# Großer Kahlenberg
Der Große Kahlenberg (meist nur Kahlenberg genannt) bei Breitfurt im saarländischen Saarpfalz-Kreis ist mit 401,1 m ü. NHN der höchste Berg des Bliesgaus.
Der Berg ist Standort der Erdgeschossruine des Aussichtsturms Alexanderturm.

## Geographie

### Lage
Der Große Kahlenberg liegt im Osten des Bliesgaus im Südostteil des Saarpfalz-Kreises. Sein Gipfel erhebt sich 2,3 km südöstlich von Breitfurt (zu dessen Gemarkung er gehört), 1,5 km westnordwestlich von Böckweiler, 2,3 km nordnordwestlich von Pinningen (vormals Neualtheim), 2,8 km nördlich von Seyweiler und 2,9 km nordöstlich von Bliesdalheim; Breitfurt, Böckweiler und Pinningen sind Stadtteile des knapp 6 km nördlich gelegenen Blieskastel, Seyweiler und Bliesdalheim sind Ortsteile des rund 6,5 km (jeweils Luftlinie) südwestlich liegenden Gersheim. Etwas nordöstlich der Bergkuppe liegt der Kahlenberger Hof und unweit westlich der Kirchheimer Hof. Ein paar Kilometer westlich fließt die Blies, ihr Zufluss Hetschenbach im Südwesten und etwas östlich der Hornbach-Zufluss Bickenalb. Nach Norden leitet ein Geländesporn zum 1,5 km entfernten Kahlen Berg (364,5 m) über.

### Naturräumliche Zuordnung
Der Große Kahlenberg gehört in der naturräumlichen Haupteinheitengruppe Pfälzisch-Saarländisches Muschelkalkgebiet (Nr. 18), in der Haupteinheit Saar-Blies-Gau (181) und in der Untereinheit Bliesgauhochflächen (181.1) zum Naturraum Kahlenberghochfläche (181.11).

## Geologie
Am Hang des Großen Kahlenbergs steht der mittlere und auf seiner Kuppe der obere Muschelkalk an.

## Schutzgebiete
Auf dem Großen Kahlenberg liegen Teile des Landschaftsschutzgebiets Blieskastel (alter Landkreis Homburg, Bereich XII) (CDDA-Nr. 390148; 1973 ausgewiesen; 3,91 km² groß). Im Gipfelbereich und südwestlich davon befindet sich das Naturschutzgebiet Bockweiler Wald – Kernzone (CDDA-Nr. 378061; 2007; 58 ha groß). Auf der Ostflanke des Bergs liegt das Fauna-Flora-Habitat-Gebiet Umgebung Böckweiler (westlich) (FFH-Nr. 6809-304; 52 ha).

## Alexanderturm

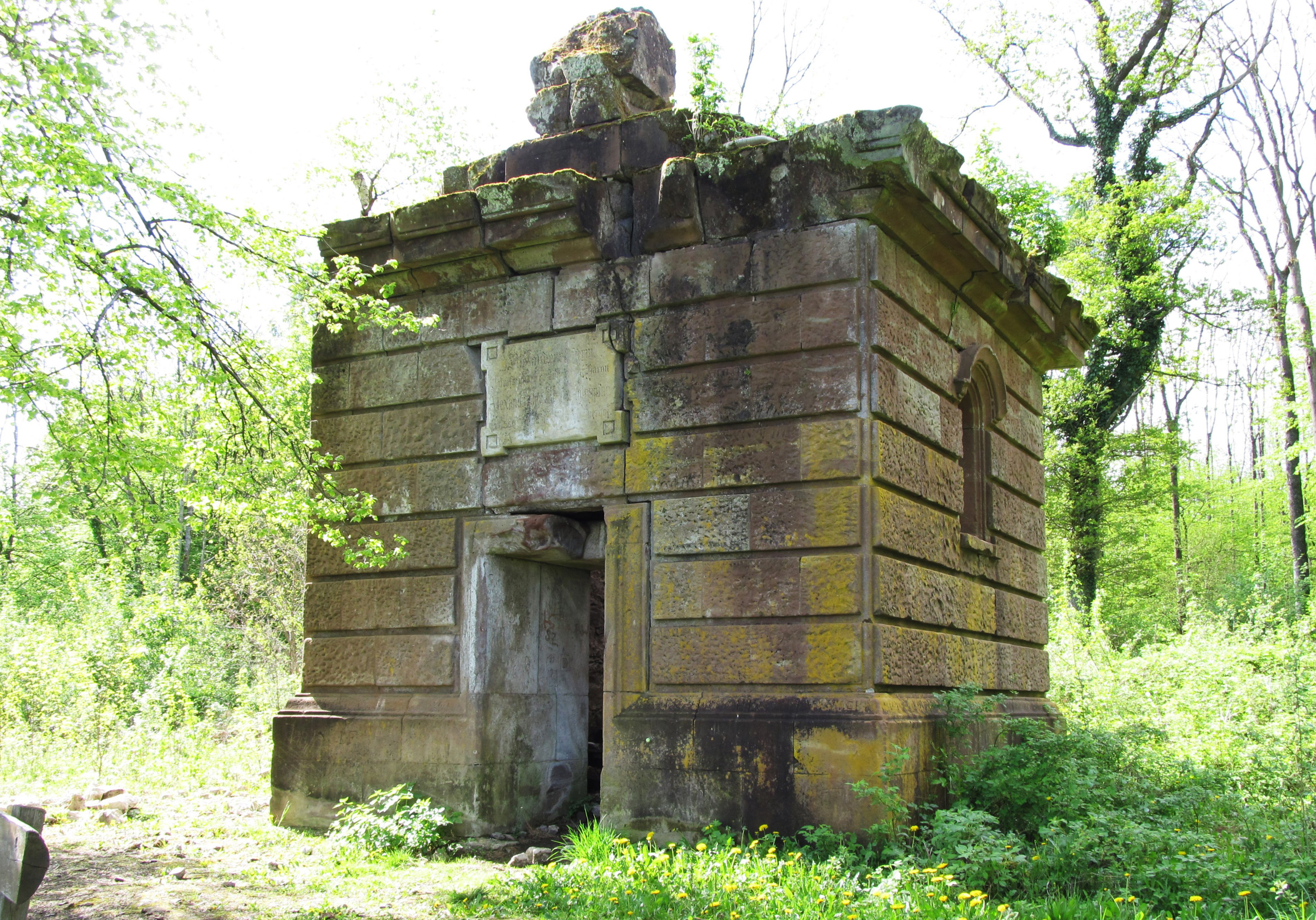
Erdgeschossruine des Alexanderturms auf dem Großen Kahlenberg

### Geschichte und Beschreibung

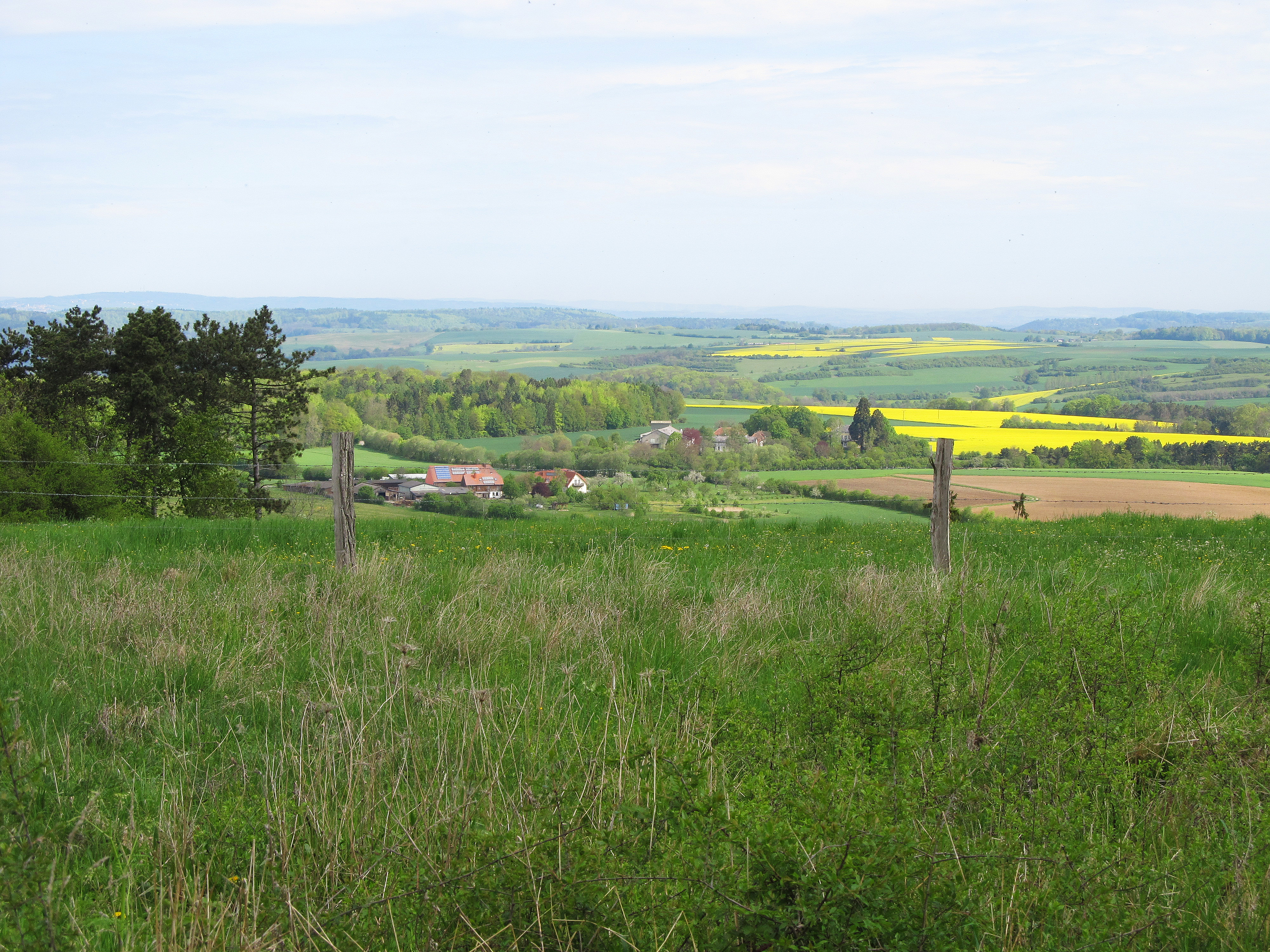
Blick vom Großen Kahlenberg über den Neu-Kahlenberger Hof und Freishauserhof (beide an der L 103) nach Nordnordosten

Auf dem Großen Kahlenberg wurde im Jahr 1893 der 26,35 m hohe Aussichtsturm Alexanderturm fertiggestellt, der wegen der Nähe zu Böckweiler auch „Böckweiler Aussichtsturm“ hieß und weithin sichtbar war.
Heutzutage ist nur noch die aus dicken roten Sandsteinquadern bestehende Erdgeschossruine des Turms vorhanden. Der quadratische Grundriss hat eine Seitenlänge von 5 m, darauf erhob sich ein Treppenturm, bekrönt von einer Aussichtsplattform. Der Innendurchmesser der oberen Plattform betrug 2,70 m. Unterschiedlichen Angaben zufolge führten 141 oder 142 Stufen hinauf.
Die Inschrift der Sandsteintafel über dem einstigen Turmeingang im Erdgeschoss erinnert an den Erbauer, den Baron Alexandre Jacomin de Malespine (1821–1893): „"Alexandersthurm" − Naturfreunden gewidmet von Baron Alexandre Jacomin de Malespine, Gutsbesitzer auf dem Kirchheimerhof.“
Wenige Tage nach Beginn des Zweiten Weltkriegs wurden um Mitternacht vom 9. auf 10. September 1939 der Alexanderturm und die südwestlich stehende Bliesdalheimer Bliesbrücke von Pionieren der Wehrmacht gesprengt.
In die Ruine wurde 2021 eine neue Wendeltreppe gebaut, eine Aussichtsplattform wurde aufgesetzt. Diese Maßnahmen und die Konservierung der Ruine wurde mit fast 142.000 Euro von der Europäischen Union (75 %) und dem Saarland gefördert.
Stimmen für einen Wiederaufbau des Alexanderturms gab es schon in den 1950er Jahren. Seit 2005 bemüht sich die „Fördergemeinschaft Wiederaufbau Alexanderturm e. V.“ um seinen originalgetreuen Wiederaufbau und hofft dabei auf finanzielle Unterstützung.

### Aussichtsmöglichkeiten
Bei guten Sichtbedingungen konnte man von der Aussichtsplattform des Alexanderturms eine Rundumsicht genießen: Der Blick reichte im Nordosten bis zum Donnersberg, im Osten zum Pfälzerwald und zur Haardt und im Südosten zu den Vogesen.

## Verkehr und Wandern
Westlich vorbei am Großen Kahlenberg verläuft zwischen Breitfurt und Bliesdalheim die Landesstraße 105, östlich führt die L 103 durch Böckweiler und südöstlich verläuft die L 201 durch Pinningen und Seyweiler. Auf den Berg führen keine Straßen. Jedoch ist sein Gipfel mit der Turmruine auf gut ausgeschilderten Wanderwegen, die unter anderem auch den Kahlenberger Hof und Kirchheimer Hof passieren, zu erreichen.